# فيونا بنسون (شاعرة)
فيونا بنسون (بالإنجليزية: Fiona Benson)‏ (1978 في المملكة المتحدة)؛ كاتِبة وشاعرة بريطانية. درست في جامعة سانت أندروز.